# Идентификационен номер на МПС
Идентификационен номер на превозното средство (на английски: Vehicle identification number, VIN) е уникален код на всяко моторно превозно средство, който се състои от 17 символа. В кода е представена информация за производителя и за характеристиките на превозното средство, както и за годината на производство. Структурата на кода се основава на международните стандарти ISO 3779 и ISO 3780.
Идентификационните номера се нанасят върху неразглобяеми части от каросерията или шасито, както и на специално направени табелки.

## Структура на VIN
В идентификационния номер е разрешено да се използват само арабски цифри и следните символи от латинската азбука:
0 1 2 3 4 5 6 7 8 9 A B C D E F G H J K L M N P R S T U V W X Y Z
Буквите I, O, Q е забранено да се използват, тъй като те си приличат с цифрите 1 и 0, а също и между себе си.
VIN се състои от 3 части:
1. WMI (World Manufacturer's Identification) – световен индекс на производителя
2. VDS (Vehicle Description Section) – описателна част
3. VIS (Vehicle Identification Section) – отличителна (идентификационна) част

| Стандарт                                                     | 1                                | 2                                | 3                                | 4                            | 5                            | 6                            | 7                            | 8                            | 9               | 10               | 11            | 12                      | 13                      | 14                      | 15           | 16           | 17           |              |              |
| ISO 3779                                                     | WMI                              | WMI                              | WMI                              | VDS                          | VDS                          | VDS                          | VDS                          | VDS                          | VDS             | VIS              | VIS           | VIS                     | VIS                     | VIS                     | VIS          | VIS          | VIS          |              |              |
| Европейски съюз и Северна Америка над 500 автомобила годишно | Световен индекс на производителя | Световен индекс на производителя | Световен индекс на производителя | Характеристики на автомобила | Характеристики на автомобила | Характеристики на автомобила | Характеристики на автомобила | Характеристики на автомобила | Контролна цифра | Година на модела | Код на завода | Сериен номер            | Сериен номер            | Сериен номер            | Сериен номер | Сериен номер | Сериен номер | Сериен номер | Сериен номер |
| Европейски съюз и Северна Америка под 500 автомобила годишно | Световен индекс на производителя | Световен индекс на производителя | 9                                | Характеристики на автомобила | Характеристики на автомобила | Характеристики на автомобила | Характеристики на автомобила | Характеристики на автомобила | Контролна цифра | Година на модела | Код на завода | Индекс на производителя | Индекс на производителя | Индекс на производителя | Сериен номер | Сериен номер | Сериен номер |              |              |

### WMI
WMI се състои от 3 знака и еднозначно идентифицира производителя на превозното средство. Първият символ характеризира географската зона, вторият – страната в тази зона, третият – конкретния производител на автомобила (понякога последният символ на WMI означава типа на превозното средство). Ако производителят прави по-малко от 500 транспортни средства за година, то третият символ от VIN-кода се отбелязва с цифрата 9, а самият производител на превозното средство се определя от 12-и до 14-и символ на VIN.
Кодове на страните
| A-H = Африка | J-R = Азия | S-Z = Европа | 1-5 = Северна Америка                                                                             | 6-7 = Океания                                                                 | 8-9 = Южна Америка |
| --- | --- | --- | ------------------------------------------------------------------------------------------------- | ----------------------------------------------------------------------------- | --- |
| AA-AH РЮА AJ-AN Кот д’Ивоар AP-A0 не се използва BA-BE Ангола BF-BK Кения BL-BR Танзания BS-B0 не се използва CA-CE Бенин CF-CK Мадагаскар CL-CR Тунис CS-C0 не се използва DA-DE Египет DF-DK Мароко DL-DR Замбия DS-D0 не се използва EA-EE Етиопия EF-EK Мозамбик EL-E0 не се използва FA-FE Гана FF-FK Нигерия FL-F0 не се използва GA-G0 не се използва HA-H0 не се използва | JA-JT Япония KA-KE Шри Ланка KF-KK Израел KL-KR Южна Корея KS-K0 Казахстан LA-L0 Китай MA-ME Индия MF-MK Индонезия ML-MR Тайланд MS-M0 не се използва NF-NK Пакистан NL-NR Турция NS-N0 не се използва PA-PE Филипини PF-PK Сингапур PL-PR Малайзия PS-P0 не се използва RA-RE ОАЕ RF-RK Тайван RL-RR Виетнам RS-R0 Саудитска Арабия | SA-SM Великобритания SN-ST Германия SU-SZ Полша S1-S4 Латвия TA-TH Швейцария TJ-TP Чехия TR-TV Унгария TW-T1 Португалия T2-T0 не се използва UA-UG не се използва UH-UM Дания UN-UT Ирландия UU-UZ Румъния U1-U4 не се използва U5-U7 Словакия U8-U0 не се използва VA-VE Австрия VF-VR Франция VS-VW Испания VX-V2 Сърбия V3-V5 Хърватия V6-V0 Естония WA-W0 Германия XA-XE България XF-XK Гърция XL-XR Нидерландия XS-XW СССР/ОНД XX-X2 Люксембург X3-X0 Русия YA-YE Белгия YF-YK Финландия YL-YR Малта YS-YW Швеция YX-Y2 Норвегия Y3-Y5 Беларус Y6-Y0 Украйна ZA-ZR Италия ZS-ZW не се използва ZX-Z2 Словения Z3-Z5 Литва Z7-Z0 Русия | 1A-10 САЩ 2A-20 Канада 3A-3W Мексико 3X-37 Коста Рика 38-30 Кайманови острови 4A-40 САЩ 5A-50 САЩ | 6A-6W Австралия 6X-60 не се използва 7A-7E Нова Зеландия 7F-70 не се използва | 8A-8E Аржентина 8F-8K Чили 8L-8R Еквадор 8S-8W Перу 8X-82 Венецуела 83-80 не се използва 9A-9E Бразилия 9F-9K Колумбия 9L-9R Парагвай 9S-9W Уругвай 9X-92 Тринидад и Тобаго 93-99 Бразилия 90 не се използва |

### VDS
VDS се състои от шест знака и описва характеристиките на автомобила. Последователността на символите и заложените в тях характеристики се определят от производителя. Обикновено тук е включена информация за модела на автомобила, типа каросерия, комплектацията, двигателя и т.н. В САЩ задължително се посочват кодове, сочещи пълната маса и монтираните (установени) системи за безопасност за даденото изпълнение на автомобила.
В 9-ата позиция на VIN (6-ата позиция на VDS) може да се посочва т.нар. контролен знак (той може да е или цифра от 0 до 9, или буквата „Х“), който в случай на несанкционирано изменение в съдържанието на маркировката няма да потвърди нейната истинност при съответна проверка. Това ще е пряко доказателство, че в идентификационната маркировка са изменени един, няколко знака, или въобще е нанесена по „самоделен“ начин и след това е вградена в каросерията на автомобила, който е „реципиент“.
Контролният знак в идентификационната маркировка е задължителен за северноамериканския и китайски пазари. В Европа използването му има препоръчителен характер. Независимо от пазара контролният знак задължително се включва във VIN на автомобилите на фирмите BMW, Volvo, SAAB, Lexus, Toyota (от 2004 г.), Mercedes-Benz, произведени както в САЩ, так и за северноамериканския пазар, а също и на някои други производители.

### VIS
VIS се състои от осем знака и с тях завършва VIN. Последните 4 символа задължително трябва да са цифри. Обикновено първият символ на VIS (10-ият символ на VIN) носи в себе си информация за т. нар. „година на модела“ (Model year) на автомобила. Посочването на годината на модела е задължително за северноамериканския, китайския и редица близкоизточни пазари. Годината на модела във VIN е въведена в съответствие с традициите на американските производители да представят на летните автомобилни изложби автомобилите за следващата година и веднага да ги предлагат за продажба. Затова американските производители най-често започват включват във VIN следващата година на модела от 1 юли, за да може купувачът да вижда „пресен“ автомобил и при настъпването на календарната година, съвпадаща с годината на модела (по складовете вече не оставали „миналогодишни“ автомобили). За останалите пазари другите производители въвеждат следващата година на модела по свое усмотрение или въобще не я посочват.
Вторият символ VIS (11-ият символ от VIN) най-често съдържат информация за завода-производител на даденото превозно средство.
Информацията за годината на модела и за завода-производител не е установена „твърдо“ от стандарта, а носи само препоръчителен характер. Повечето производители се придържат към посочените препоръки, но някои не ги спазват. Например, много европейски и японски производители (Peugeot, Mercedes-Benz, Toyota и т.н.) въобще не посочват във VIN годината на модела, а европейското подразделение на Ford на 11-а позиция от VIN посочва годината на производство, а на 12-а – месеца на производство.
Година на модела
До 2000-те години кодирането става с букви, като самата 2000 година се означава с буквата Y, следващите 2001-2009 години се кодират с цифри, а след тях – отново с букви (A, B, C и т.н.)
| A = | 1980 |  | 1990 |  | 2000 |  | 2010 |  | 2020 |  | 2030 |
| B = | 1981 |  | 1991 |  | 2001 |  | 2011 |  | 2021 |  | 2031 |
| C = | 1982 |  | 1992 |  | 2002 |  | 2012 |  | 2022 |  | 2032 |
| D = | 1983 |  | 1993 |  | 2003 |  | 2013 |  | 2023 |  | 2033 |
| E = | 1984 |  | 1994 |  | 2004 |  | 2014 |  | 2024 |  | 2034 |
| F = | 1985 |  | 1995 |  | 2005 |  | 2015 |  | 2025 |  | 2035 |
| G = | 1986 |  | 1996 |  | 2006 |  | 2016 |  | 2026 |  | 2036 |
| H = | 1987 |  | 1997 |  | 2007 |  | 2017 |  | 2027 |  | 2037 |
| J = | 1988 |  | 1998 |  | 2008 |  | 2018 |  | 2028 |  | 2038 |
| K = | 1989 |  | 1999 |  | 2009 |  | 2019 |  | 2029 |  | 2039 |

## Сканиране на VIN
Съществува възможност за сканиране и разпознаване на VIN както с помощта на специални скенери, така и чрез различни iOS- и Android-приложения, като се снима със смартфон. Кодът, получен в резултат от сканирането, се използва за търсене на подробна информация за автомобила на специализирани Интернет-ресурси.